# Clément Marot
Clément Marot, francoski renesančni pesnik, * 1496, † 1544.